# آفونینو (شهرستان زارینسکی، سرزمین آلتای)
آفونینو (به لاتین: Afonino) یک منطقهٔ مسکونی در روسیه است که در سرزمین آلتای واقع شده‌است.